# Fimbristylis sachetiana
Fimbristylis sachetiana là loài thực vật có hoa trong họ Cói. Loài này được Fosberg mô tả khoa học đầu tiên năm 1988.